# Antonio de la Cruz
Antonio de la Cruz (n. 7 mai 1947, León, Castilia și León, Spania) este un fost fotbalist spaniol.
În cariera sa, De la Cruz a evoluat la Real Valladolid, Granada CF și FC Barcelona. Între 1972 și 1978, De la Cruz a jucat 6 meciuri pentru echipa națională a Spaniei. De la Cruz a jucat pentru naționala Spaniei la Campionatul Mondial din 1978.

## Statistici
| Spania | Spania  | Spania |
| An     | Meciuri | Goluri |
| ------ | ------- | ------ |
| 1972   | 3       | 0      |
| 1973   | 0       | 0      |
| 1974   | 0       | 0      |
| 1975   | 0       | 0      |
| 1976   | 0       | 0      |
| 1977   | 0       | 0      |
| 1978   | 3       | 0      |
| Total  | 6       | 0      |